# Ronde van België 2025
De 94e editie van de Ronde van België, ook wel Baloise Belgium Tour 2025 genoemd, werd verreden van 18 tot en met 22 juni 2025. De start van de meerdaagse etappekoers vond plaats in Merelbeke-Melle en de finish was onder het Atomium in Brussel. De Italiaan Filippo Baroncini werd winnaar van het eindklassement en daarmee de opvolger van de Noor Søren Wærenskjold die de vorige editie had gewonnen.
De wedstrijd was onderdeel van de UCI ProSeries.

## Deelnemende ploegen
In totaal namen er 22 ploegen deel aan de Ronde van België 2025, waaronder 8 UCI WorldTeams.
| 8 WorldTeams            | 9 ProTeams             | 5 Continentale ploegen           |
| ----------------------- | ---------------------- | -------------------------------- |
| Alpecin-Deceuninck      | Lotto                  | Baloise Glowi Lions              |
| Soudal Quick-Step       | Israel-Premier Tech    | Pauwels Sauzen-Cibel Clementines |
| Intermarché-Wanty       | Team Flanders-Baloise  | BEAT Cycling Club                |
| INEOS Grenadiers        | Wagner Bazin WB        | Metec-Solarwatt p/b Mantel       |
| Lidl-Trek               | Team Novo Nordisk      | Tarteletto-Isorex                |
| Team Picnic PostNL      | TotalEnergies          |                                  |
| UAE Team Emirates - XRG | Tudor Pro Cycling Team |                                  |
| Movistar Team           | Unibet Tietema Rockets |                                  |
|                         | Uno-X Mobility         |                                  |

## Etappe-overzicht
| Etappe | Datum   | Startplaats     | Finishplaats | Type rit            | Afstand  | Ritwinnaar       | Klassementsleider     |
| ------ | ------- | --------------- | ------------ | ------------------- | -------- | ---------------- | --------------------- |
| 1.     | 18 juni | Merelbeke-Melle | Knokke-Heist | Vlakke rit          | 197,6 km | Tim Merlier      | Tim Merlier           |
| 2.     | 19 juni | Beringen        | Putte        | Vlakke rit          | 194,4 km | Jasper Philipsen | Juan Sebastián Molano |
| 3.     | 20 juni | Tessenderlo     | Ham          | Individuele tijdrit | 9,7 km   | Ethan Hayter     | Ethan Hayter          |
| 4.     | 21 juni | Durbuy          | Durbuy       | Heuvelrit           | 173 km   | Jenno Berckmoes  | Filippo Baroncini     |
| 5.     | 22 juni | Brussel         | Brussel      | Heuvelrit           | 183,4 km | Tim Merlier      | Filippo Baroncini     |

## Klassementsverloop
| Etappe      | Winnaar          | Algemeen klassement   | Puntenklassement      | Jongerenklassement  | Ploegenklassement     |
| ----------- | ---------------- | --------------------- | --------------------- | ------------------- | --------------------- |
| 1           | Tim Merlier      | Tim Merlier           | Tim Merlier           | Tim Torn Teutenberg | Team Flanders-Baloise |
| 2           | Jasper Philipsen | Juan Sebastián Molano | Juan Sebastián Molano | Wessel Mouris       | Team Flanders-Baloise |
| 3           | Ethan Hayter     | Ethan Hayter          | Juan Sebastián Molano | Huub Artz           | INEOS Grenadiers      |
| 4           | Jenno Berckmoes  | Filippo Baroncini     | Jenno Berckmoes       | Alec Segaert        | Lotto                 |
| 5           | Tim Merlier      | Filippo Baroncini     | Juan Sebastián Molano | Alec Segaert        | Lotto                 |
|             |                  |                       |                       |                     |                       |
| Eindstanden | Eindstanden      | Filippo Baroncini     | Juan Sebastián Molano | Alec Segaert        | Lotto                 |

Mannen:
1908 · 1909 · 1910 · 1911 · 1912 · 1913 · 1914 · 1915-1918 · 1920 · 1921 · 1922 · 1923 · 1924 · 1925 · 1926 · 1927 · 1928 · 1929 · 1930 · 1931 · 1932 · 1933 · 1934 · 1935 · 1936 · 1937 · 1938 · 1939 · 1940-1944 · 1945 · 1946 · 1947 · 1948 · 1949 · 1950 · 1951 · 1952 · 1953 · 1954 · 1955 · 1956 · 1957 · 1958 · 1959 · 1960 · 1961 · 1962 · 1963 · 1964 · 1965 · 1966 · 1967 · 1968 · 1969 · 1970 · 1971 · 1972 · 1973 · 1974 · 1975 · 1976 · 1977 · 1978 · 1979 · 1980 · 1981 · 1982-1983 · 1984 · 1985 · 1986 · 1987 · 1988 · 1989 · 1990 · 1991-2001 · 2002 · 2003 · 2004 · 2005 · 2006 · 2007 · 2008 · 2009 · 2010 · 2011 · 2012 · 2013 · 2014 · 2015 · 2016 · 2017 · 2018 · 2019 · 2020 · 2021 · 2022 · 2023 · 2024 · 2025
Vrouwen:
2012 ·
2013 · 2014 · 2015 · 2016 · 2017 · 2018 · 2019 · 2020 · 2021 · 2022 · 2023
Ronde van Valencia ·
Ronde van Oman ·
Clásica de Almería ·
Figueira Champions Classic ·
Ronde van de Algarve ·
Ruta del Sol ·
Ardèche Classic ·
Drôme Classic ·
Kuurne-Brussel-Kuurne ·
Trofeo Laigueglia ·
Nokere Koerse ·
Milaan-Turijn ·
GP Denain ·
Bredene Koksijde Classic ·
Grote Prijs Miguel Indurain ·
Ronde van Hainan ·
Scheldeprijs ·
Brabantse Pijl ·
Ronde van de Alpen ·
Ronde van Turkije ·
Grote Prijs van de Morbihan ·
Tro Bro Léon ·
Klassiek Duinkerke-GP van de Hauts-de-France ·
Vierdaagse van Duinkerke ·
Ronde van Hongarije ·
Veenendaal-Veenendaal ·
Antwerp Port Epic ·
Boucles de la Mayenne ·
Ronde van Noorwegen ·
Ronde van Slovenië ·
Brussels Cycling Classic ·
Dwars door het Hageland ·
Mont Ventoux Dénivelé Challenge ·
Ronde van België ·
Ronde van Qinghai ·
Ronde van Wallonië ·
Ronde van Burgos ·
Arctic Race of Norway ·
Ronde van Denemarken ·
Circuit Franco-Belge ·
Ronde van Duitsland ·
Ronde van Groot-Brittannië ·
Maryland Cycling Classic ·
GP Industria & Artigianato-Larciano ·
Coppa Sabatini ·
Grote Prijs van Fourmies ·
Grote Prijs van Wallonië ·
Ronde van Luxemburg ·
Super 8 Classic ·
Ronde van Langkawi ·
Ronde van het Münsterland ·
Ronde van Emilia ·
Coppa Bernocchi ·
Ronde van de Drie Valleien ·
Ronde van Piemonte ·
Ronde van het Taihu-meer ·
Parijs-Tours ·
Ronde van Veneto ·
Japan Cup ·
Veneto Classic